# Luctatius Placidus
Luctatius Placidus (5. század vagy 6. század) római grammatikus. Családneve egyes forrásokban Lutatius.
Életéről semmit sem tudunk. Statius „Tebasia" című munkájához írt scholionokat, valamint Plautus vígjátékaihoz készített glosszákat. Iratai nyomtatásban 1875-ben jelentek meg először.